# Randell Harrevelt
Randell Jenoraldo Cecil Harrevelt (Amsterdam, 8 januari 1993) is een Nederlands-Arubaans voetballer, die als aanvaller speelt. Hij debuteerde in 2019 voor het Arubaans voetbalelftal.

## Loopbaan
In 2012 speelde hij enkele maanden voor Excelsior Veldwezelt voor die club in december van dat jaar failliet ging. Hierna ging hij als model werken. Hij liep kort stage in Tunesië bij Club Africain en nam in januari 2014 deel aan de North American Soccer League Player Combine maar vond geen club. In juni 2015 ging hij naar BÍ/Bolungarvík op IJsland maar kwam niet in actie en na de degradatie van de club liep zijn contract af. Vanaf begin 2016 kwam hij uit voor Pietà Hotspurs FC in Malta. Tijdens zijn eerste officiële FA Trophy wedstrijd in de kwartfinale tegen St. George's FC wist hij binnen 23 minuten zijn eerste goal voor Pietà Hotspurs FC te maken in de 3-2 gewonnen wedstrijd. Medio 2016 ondertekende hij een contract voor een jaar bij Dumlupinar Üniversitesi Spor op Noord-Cyprus maar moest na een maand al vertrekken.
In 2018 ging hij in Zweden voor Sollentuna FK spelen in de Division 1 Norra. In april 2019 tekende hij een contract voor een jaar bij Anduud City FC. De club komt uit op het hoogste niveau in Mongolië. In augustus 2019 sloot Harrevelt aan bij het Roemeense CS Ştiinţa Miroslava dat uitkomt in de Liga III. Eind 2019 verliet hij de club. In maart 2020 vervolgde hij zijn loopbaan in Finland bij Pallo-Iirot dat uitkomt in de Kakkonen. In augustus 2021 ging hij in Zweden voor Fagersta Södra IK in de Division 3 Södra Norrland spelen.